# Волдрон (Канзас)
Волдрон (англ. Waldron) — місто (англ. city) в США, в окрузі Гарпер штату Канзас. Населення — 9 осіб (2020).

## Географія
Волдрон розташований за координатами 37°0′6″ пн. ш. 98°10′57″ зх. д. / 37.00167° пн. ш. 98.18250° зх. д. (37.001753, -98.182545).  За даними Бюро перепису населення США в 2010 році місто мало площу 0,81 км², уся площа — суходіл.

## Демографія
Згідно з переписом 2010 року, у місті мешкало 11 особа в 7 домогосподарствах у складі 3 родин. Густота населення становила 14 особи/км².  Було 15 помешкань (19/км²).
Расовий склад населення:
| - 81,8 % — білих |

До двох чи більше рас належало 18,2 %. Частка іспаномовних становила 0,0 % від усіх жителів.
За віковим діапазоном населення розподілялося таким чином: 0,0 % — особи молодші 18 років, 54,5 % — особи у віці 18—64 років, 45,5 % — особи у віці 65 років та старші. Медіана віку мешканця становила 63,5 року. На 100 осіб жіночої статі у місті припадало 83,3 чоловіків;  на 100 жінок у віці від 18 років та старших — 83,3 чоловіків також старших 18 років.
Цивільне працевлаштоване населення становило 4 особи. Основні галузі зайнятості: мистецтво, розваги та відпочинок — 50,0 %, сільське господарство, лісництво, риболовля — 50,0 %.